# Het Vlietland College
Het Vlietland College is een interconfessionele school voor voortgezet onderwijs in de Nederlandse stad Leiden.  

## Geschiedenis
Oorsprong
Het Vlietland College is in 1990 ontstaan door een fusie van het Lucas College in Voorschoten en de Vlietschans in Leiden, die vroeger bekendstond als de Christelijke Scholengemeenschap Leiden Zuid-West. Nog enige jaren na de fusie waren er twee lesgebouwen. Het hoofdgebouw, het A-gebouw, staat nog altijd aan de Apollolaan in Leiden, terwijl de dependance, bekend als het B-gebouw, gevestigd was aan de Beethovenlaan te Voorschoten. Scholieren uit de onderbouw (met uitzondering van de brugklas) moesten regelmatig in de pauzes pendelen tussen de twee gebouwen die op ongeveer 10 minuten afstand fietsen van elkaar verwijderd liggen. Na de bouw van een nieuwe vleugel aan het hoofdgebouw is de dependance verkocht.
Naamgeving
De term Vliet wordt veel gebruikt in Leiden Zuid-West. In dit stadsdeel bevinden zich onder meer het kanaal de Vliet (ook bekend als Rijn-Schiekanaal), de Korte Vliet en op kleine afstand recreatiegebied Vlietland.

## De huidige school
Momenteel telt de school ongeveer 1000 leerlingen en 90 leerkrachten en personeel.

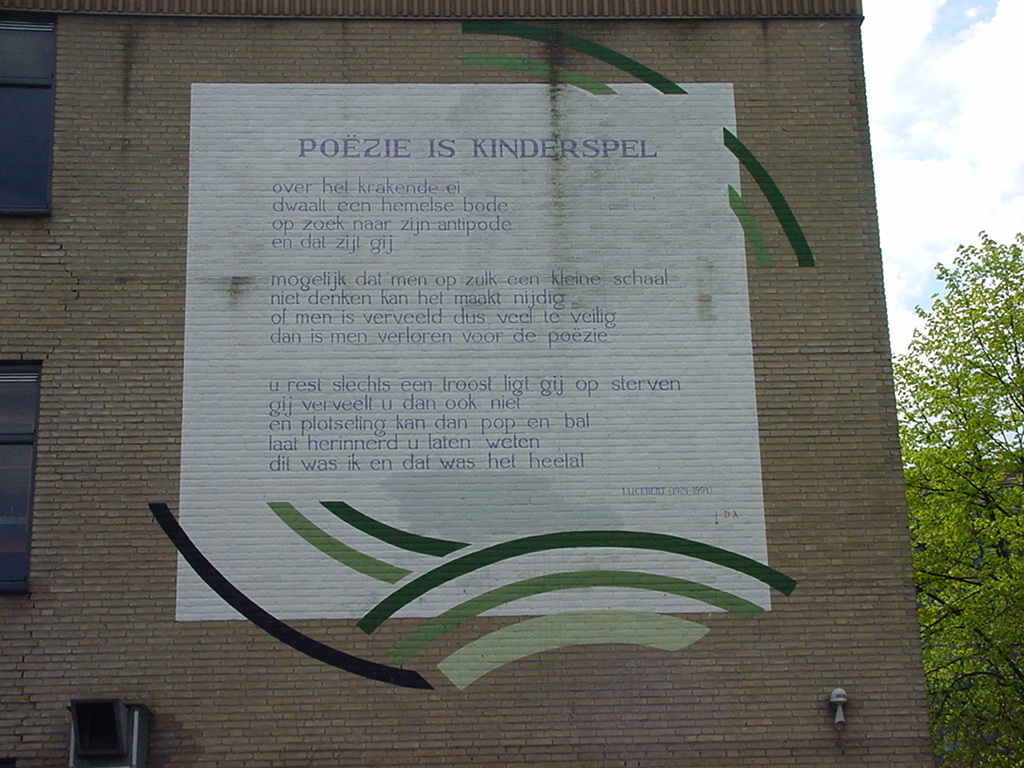
Muurgedicht van Lucebert op een muur van het Vlietland College (in 2001 nog leesbaar)
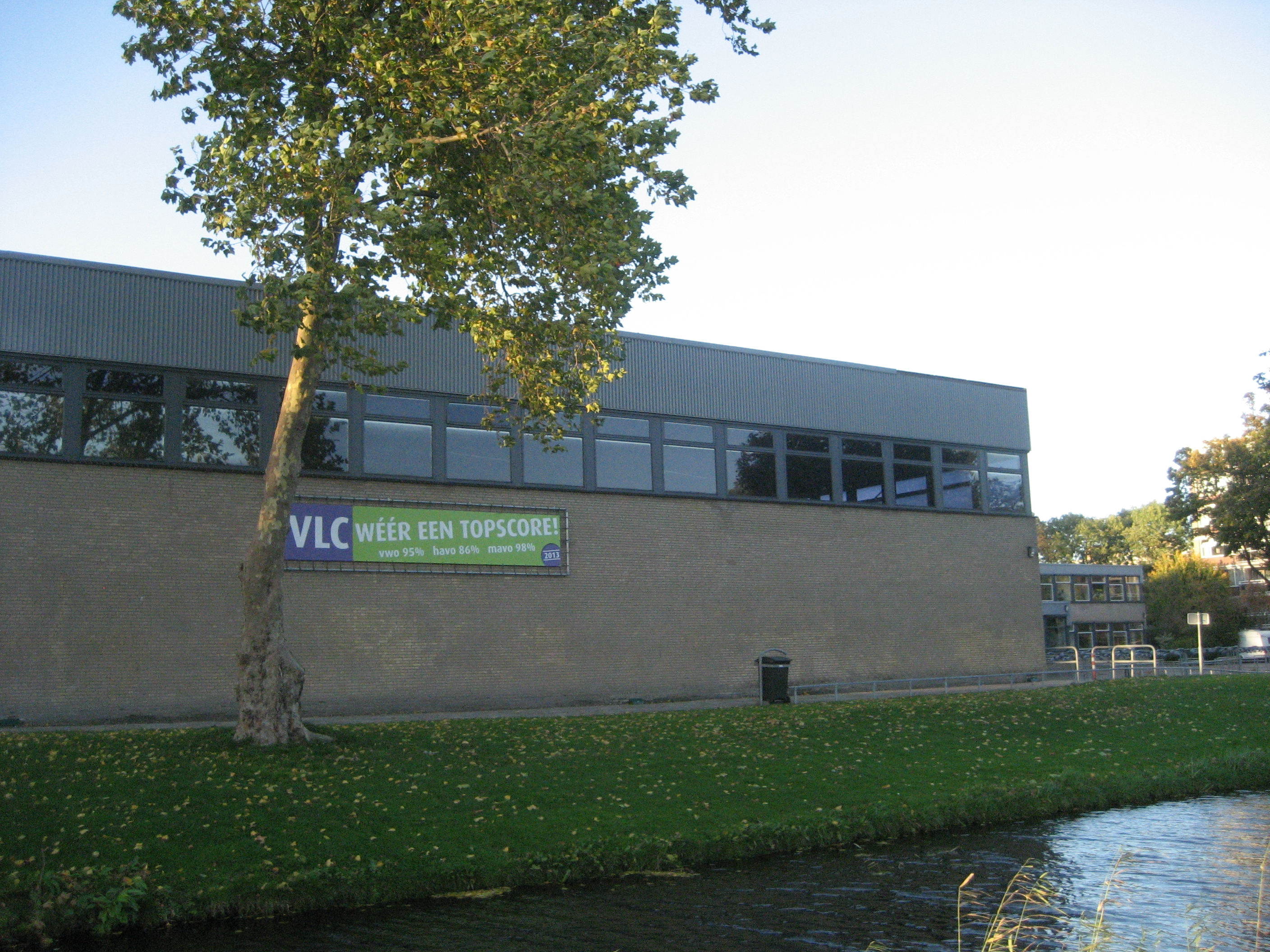
Vlietlandcollege (2013)